# Masaru Nagaoka
Masaru Nagaoka (jap. 長岡 勝, Nagaoka Masaru; * 6. August 1962 in Otaru, Hokkaidō) ist ein ehemaliger japanischer Skispringer.
Nagaoka gab am 30. Dezember 1979 in Oberstdorf sein Debüt im Skisprung-Weltcup. Von der Normalschanze erreichte er den 38. Platz. Trotz mangelnder Erfolge auch in den Folgejahren gehörte Nagaoka zum Aufgebot für die Olympischen Winterspiele 1984 in Sarajevo. Im Springen von der Normalschanze erreichte er dabei punktgleich mit dem Deutschen Georg Waldvogel den 22. Platz. Von der Großschanze sprang er auf den 43. Platz. Am 24. Januar 1987 gelang ihm in Sapporo erstmals der Sprung unter die besten zehn und damit zugleich erstmals der Gewinn von Weltcup-Punkten. Zudem war dies das höchste Ergebnis seiner Karriere. Nachdem er auch in Lahti und Oslo Weltcup-Punkte gewonnen hatte, beendete er die Saison 1986/87 auf dem 37. Platz in der Weltcup-Gesamtwertung. Seine aktive Skisprungkarriere beendete Nagaoka mit dem Start bei den Olympischen Winterspielen 1988 in Calgary. Dort erreichte er von der Normalschanze den 25. und von der Großschanze den 48. Platz. Im Teamspringen erreichte er gemeinsam mit Katsushi Tao, Shin’ichi Tanaka und Akira Satō den 11. Platz.